# The Game (film)
The Game är en amerikansk thriller från 1997 i regi av David Fincher. I huvudrollerna ses Michael Douglas och Sean Penn.

## Handling
Nicholas Van Orton, en framgångsrik bankir som är uppslukad av sin karriär, får i födelsedagspresent av sin bror att delta i ett mystiskt spel, The Game. När det startat vänds hans liv helt upp och ned och han kan inte längre skilja på vad som är spelet och vad som är verkligt.

## Rollista
| Michael Douglas     | – Nicholas Van Orton  |
| Sean Penn           | – Conrad Van Orton    |
| James Rebhorn       | – Jim Feingold        |
| Deborah Kara Unger  | – Christine           |
| Peter Donat         | – Samuel Sutherland   |
| Carroll Baker       | – Ilsa                |
| Armin Mueller-Stahl | – Anson Baer          |
| Anna Katarina       | – Elizabeth           |
| Charles Martinet    | – Nicholas pappa      |
| Mark Boone Junior   | – skum privatdetektiv |